# The Incredible Hulk (2008)
The Incredible Hulk is een Amerikaanse superheldenfilm uit 2008. Het is de tweede bioscoopfilm over het personage de Hulk, alhoewel het geen vervolg is op Hulk uit 2003. De film is eigenlijk een reboot. In tegenstelling tot dat deel, dat door Universal Pictures werd geproduceerd, werd deze film geproduceerd door Marvel Studios. Universal verzorgde nog wel de distributie. Het is de tweede film in het Marvel Cinematic Universe.

## Verhaal
De film begint met een reeks flashbacks over het ongeluk waarbij wetenschapper Bruce Banner veranderde in de Hulk. Daarin zien we hoe Generaal Thunderbolt Ross Banner inhuurt voor een experiment in gamma-onderzoek. Banner weet niet dat Ross' plannen zijn om het supersoldatenproject uit de Tweede Wereldoorlog (wat destijds Captain America voortbracht) nieuw leven in te blazen om zo een leger supersoldaten te creëren. Het experiment loopt mis en Banner verandert in de Hulk. Hij richt een ravage en daarbij belandt Betty Ross in het ziekenhuis en breekt Thunderbolt een arm.
Banner heeft zich na het incident teruggetrokken in de sloppenwijken van Brazilië, alwaar hij werkt voor een frisdrankfabriek. Ondertussen probeert hij nog altijd een genezing te vinden voor zijn aandoening met behulp van een internetvriend genaamd "Mr. Blue". Tevens studeert Banner vechtsporten en meditatie bij een Braziliaanse jiujitsu-expert om zo zijn emoties en daarmee zijn transformatie tot de Hulk, onder controle te houden.
Op een dag snijdt Banner zich en een druppel van zijn bloed belandt in een flesje frisdrank. Dit flesje wordt later in de Verenigde Staten verkocht aan een nietsvermoedende klant, die meteen nare gevolgen ondervindt van het drinken ervan. Deze gebeurtenis zet Ross weer op het spoor van de Hulk, en hij stuurt een team naar Brazilië om Banner te vangen. Dit team wordt geleid door Emil Blonsky. Na een groots gevecht in de frisdrankfabriek ontsnapt Banner/De Hulk aan het team en komt terecht in Guatemala. Vanuit hier keert hij terug naar de Verenigde Staten, alwaar hij van zijn oude vriend Stanley een baantje krijgt als bezorger voor diens pizzeria. Ondertussen zet Banner het onderzoek voort.
Blonsky keer terug en rapporteert zijn nederlaag aan Ross. Ross vertelt Blonsky meer over het ongeluk dat de Hulk heeft gemaakt tot wat hij is, en vertelt dat ze bezig zijn onderzoek te doen naar dit verschijnsel. Blonsky, die zowel wraak als macht wil, biedt zich aan als proefpersoon. Hij krijgt een kleine dosis van een nieuwe versie van het supersoldaten-serum toegediend dat hem net als de Hulk bovenmenselijke vaardigheden moet geven. Ondertussen wordt Hulk getraceerd in de Culver Universiteit, met als gevolg een groot gevecht tussen het Amerikaanse leger en de Hulk. Vol met woede lokt Blonsky Hulk naar een open plek. Blonsky wordt door de Hulk verslagen en raakt zwaargewond.
Banner vlucht met zijn vriendin Betty later opnieuw naar Culver University, alwaar hij "Mr. Blue" ontmoet: Samuel Sterns. Sterns heeft mogelijk een tegengif voor Banners transformaties, alleen kan dit tegengif momenteel maar één enkele transformatie stoppen in plaats van Banner geheel te genezen. Ondanks het risico dat het mengsel hem fataal kan worden wil Banner het toch uittesten. Met behulp van een elektrische schok activeert Sterns Banners transformatie, maar maakt deze meteen weer ongedaan met het tegengif. Banners vreugde over zijn genezing verdwijnt wanneer hij hoort dat Sterns een bloedmonster van Banner bezit, en hiermee de mens naar “de volgende stap in de evolutie” wil leiden. Banner vreest dat het geheim van de Hulk in verkeerde handen zal vallen, en besluit dat de bloedmonsters vernietigd moeten worden. Voor hij iets kan doen, wordt hij overmeesterd door het leger. Hij wordt samen met de Generaal en Betty in een helikopter gezet om hem te verplaatsen.
Ondertussen is Blonsky dankzij het serum snel van zijn verwondingen genezen, maar door zijn nederlaag wil hij nog meer kracht. Hij overtuigt Sterns ervan om hem bloot te stellen aan een dosis gammastraling, ondanks de waarschuwing dat de straling gecombineerd met het al eerder ingenomen serum catastrofale bijwerkingen kan hebben. De straling muteert Blonsky tot een monsterlijk wezen: de Abomination. Na de transformatie slaat hij Sterns bewusteloos. Door de ravage die Blonsky in het lab aanricht, lekt er wat bloed van de Hulk op een open wond in Sterns hoofd, waardoor zijn brein lichtjes muteert - Sterns zal hierdoor waarschijnlijk in een eventuele opvolger van de film hierdoor de Leader worden, zoals in het originele stripverhaal. Blonsky ontsnapt uit het lab en gaat tekeer in Harlem om de Hulk naar zich toe te lokken. Banner beseft dat hij de enige is die Blonsky kan stoppen, en overtuigt generaal Ross ervan om hem vrij te laten. Banner verandert weer in de Hulk en koerst af op een frontale botsing met Blonsky. Uiteindelijk verslaat hij Blonsky door hem te wurgen met een ketting. Daarna gaat hij ervandoor, achtervolgd door het leger.
31 dagen later bevindt Banner zich in Bella Coola, British Columbia. Hij heeft zich voorgenomen niet langer te proberen zijn transformaties te onderdrukken, maar ze in plaats daarvan op commando op te roepen in de hoop ze zo te leren beheersen. Ondertussen wordt Ross in een bar benaderd door Tony Stark, die hem informeert dat er “een team” wordt samengesteld.

## Rolverdeling
| Acteur              | Personage                      |
| ------------------- | ------------------------------ |
| Edward Norton       | Bruce Banner / Hulk            |
| Liv Tyler           | Betty Ross                     |
| Tim Roth            | Emil Blonsky / Abomination     |
| William Hurt        | Generaal Thunderbolt Ross      |
| Tim Blake Nelson    | Samuel Sterns / Leader         |
| Ty Burrell          | Leonard Samson                 |
| Christina Cabot     | Majoor Kathleen Sparr          |
| Peter Mensah        | Generaal Joe Greller           |
| Lou Ferrigno        | Hulk (stem) en Bewaker         |
| Paul Soles          | Stanley Lieber                 |
| Débora Nascimento   | Martina                        |
| Martin Starr        | Roger Harrington               |
| Michael K. Williams | Harlem Omstander               |
| Rickson Gracie      | Akido Instructeur              |
| Nicholas Rose       | Jack McGee                     |
| P.J. Kerr           | Jim Wilson                     |
| Stan Lee            | Zichzelf                       |
| Robert Downey jr.   | Tony Stark (post-credit scene) |

## Achtergrond

### Ontwikkeling
Al bij uitkomst van de eerste Hulk-film plande scenarist James Schamus een vervolg. Hij wilde in dit vervolg de Grijze Hulk introduceren. Ook dacht hij na over Leader en Abomination als de schurken.
Op 18 januari 2006 nam Marvel zelf de productie in handen voor de opvolger. Al direct vanaf het begin was het hun plan om afstand te doen van de stijl uit de vorige film, en de Hulk meer aan te laten sluiten bij zijn stripversie. Om die reden worden veel gebeurtenissen uit de vorige film genegeerd. Alleen het feit dat Bruce zich in Zuid-Amerika verstopt hield is overgenomen. Marvel kwam met het idee om Abomination als de schurk te gebruiken daar hij een van de Hulk’s bekendste tegenstanders is, en ook een van de weinige schurken die echt een bedreiging vormt voor de Hulk.

### Filmen
Het filmen begon op 9 juni 2007. Hamilton diende als filmlocatie voor de frisdrankfabriek en een paar van de gevechtsscènes in New York. Verder werd er gefilmd in New York zelf, Toronto en Rio de Janeiro.

### Effecten
Leterrier wilde oorspronkelijk make-up en animatrons gebruiken als toevoeging aan computeranimatie, en de Hulk niet geheel met computeranimatie neerzetten zoals in de vorige film. Uiteindelijk werd gekozen om motion capture toe te passen voor zowel de Hulk als Abomination. Acteurs Norton en Roth deden zelf de motion capture voor hun personages.
De Hulk werd in de film aangepast ten opzichte van de vorige film. Zo is hij wat slanker en heeft een grauwere kleur groen. Abomination werd aanvankelijk gemodelleerd naar zijn stripversie, maar hier werd al snel vanaf geweken daar de producers vonden dat Abomination meer op een “supermens” zou moeten lijken vergelijkbaar met de Hulk.

### Cameo’s
- Zoals in veel Marvel films heeft Stan Lee een cameo in deze film. Hij speelt de man die per ongeluk het flesje frisdrank waar een druppel van Banners bloed in is gevallen leegdrinkt.
- De rol van Banner’s vriend Stanley wordt vertolkt door Paul Soles, de acteur die de stem van de Hulk deed in de animatiefilmpjes van The Marvel Superheroes.
- Lou Ferrigno, de acteur die in de televisieserie The Incredible Hulk de rol van de Hulk speelde, heeft een cameo in deze film als een bewaker.

### Filmconnecties
The Incredible Hulk is onderdeel van het Marvel Cinematic Universe; een reeks live-action films die zich allemaal afspelen in hetzelfde fictieve universum:
- Samen met Iron Man, Thor en Captain America: The First Avenger is The Incredible Hulk bedoeld als aanloop naar The Avengers.
- Acteur Robert Downey jr., die in de film Iron Man de rol speelde van Tony Stark/Iron Man, maakt aan het eind van de film een cameo als Tony Stark.
- In de film wil Bruce Banner zelfmoord plegen. Maar op dat moment verandert hij in de Hulk en maakt al het ijs kapot. In het ijs verschijnt een lichaam (Captain America). Dat is echter maar één seconde.